# Vesjolaja kanarejka
Vesjolaja kanarejka (russisk: Весёлая канарейка) er en sovjetisk stumfilm fra 1929 af Lev Kulesjov.

## Medvirkende
- Galina Kravtjenko som Brio
- Andrej Fajt som Lugovec
- Ada Vojtsik
- Sergej Komarov som Brjanskij
- Jurij Vasiltjikov